# نیکولا بوئم
نیکولا بوئم (ایتالیایی: Nicola Boem؛ زادهٔ ۲۷ سپتامبر ۱۹۸۹) دوچرخه‌سوار اهل ایتالیا است.
از باشگاه‌هایی که در آن رکاب زده‌است می‌توان به باردیانی–سی‌اس‌اف اشاره کرد.